# オルノーコ

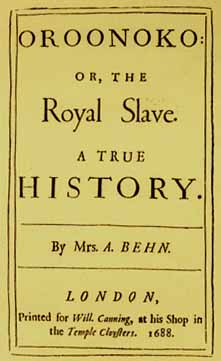
Oroonokoの新発行版, 1688年

『オルノーコ』（Oroonoko）は、1688年に発表されたアフラ・ベーンの小説である。

## 概要
オルノーコは比較的短い小説で、もともとの題名は『オルノーコ、王家の血をひく奴隷』（Oroonoko: or, the Royal Slave）である。主人公のオルノーコはアフリカのとある地域の王の孫で、将軍の娘であるイモインダに恋し、結婚の誓いを交わす。
しかし、祖父である王はイモインダの美貌に目がくらみ、孫の婚約者に横恋慕してしまう。王はイモインダに特別なヴェールを送り、妻の一人になるように命令する。イモインダが無理矢理王のハレム（オタン）に入れられた後、味方のオナルとアボアンの援助でイモインダとオルノーコは逢うことに成功する。しかしその事実が明らかになり、激怒した王はイモインダを奴隷として売ってしまう。オルノーコも戦いで罠にはまり、強欲なイギリスの奴隷船の船長に捕まってしまう。イモインダもオルノーコもサトウキビプランテーションを多数抱える南アメリカのイギリス植民地、スリナムへ連れてこられる。スリナムで二人は再び結ばれ、キリスト教に改宗し、オルノーコはローマの英雄にちなんでシーザーと呼ばれるようになる。
やがてオルノーコは奴隷の領袖として反乱を起こしたが、植民地の軍は反乱を弾圧し、奴隷たちはバイアムに特赦を約束してもらった末に降伏する。しかし、その後オルノーコは鞭打ちの辱めを受ける。自らの尊厳を守るため、オルノーコはバイアムを殺そうと決心するが、自分の死後にイモインダが強姦されるのではないかと怖れ、二人で相談して先にオルノーコがイモインダを殺すことにする。オルノーコは悲しみのうちに愛する妻を殺し、イモインダは夫の手により嬉々として死んでいく。愛する妻の死体の傍で嘆いていたオルノーコは植民地政府に捕らわれる。オルノーコはすさまじい虐待の上に殺されるが、刑の執行中も冷静にパイプでたばこを吸い、声を出さずに痛みを辛抱しながら死んでいった。
オルノーコの死後、植民地はオランダ帝国に侵略され、奴隷たちは容赦なく殺されていった。

## 翻訳
- アフラ・ベイン『オルノーコ 美しい浮気女』土井治訳、岩波書店〈岩波文庫〉、1988年。ISBN 4-00-322711-5。